# Teresa Aveleyra Sadowska
Pour les articles homonymes, voir Sadowska.
Teresa Aveleyra Sadowska (Mexico, 7 mars 1920-ibidem, 3 mars 2011) était une femme de lettres mexicaine.

## Biographie
Elle étudia à la faculté de philosophie et de lettres de l'Université nationale autonome du Mexique. Elle continua plus tard ses études à la Sorbonne, à l'Université de Pérouse et à l'Université de Varsovie.
Elle travailla comme critique littéraire et comme professeur au COLMEX et à l'Université de Varsovie.

## Œuvres
- 1962	Pueblo Limpio, cuentos de la montaña
- 1963	El humorismo de Cervantes en sus obras menores
- 1966	Al viento submarino, libro del mar por dentro
- 1967	Cervantes humorista
- 1970	Autobiografía sentimental de Alonso Quijano
- 1971	John J. Allen. Don Quijote: hero or fool? a study in narrative technique
- 1973	Un hombre llamado Sancho Panza
- 1974	Algo sobre las criaturas de Juan Benet
- 1977	El erotismo de Don Quijote
- 1981	Crónica del viaje futuro. Carta a mi madre
- 1982	Cartas de Polonia
- 1986	De Edipo al niño divino: algo sobre el difícil diálogo entre literatura y psicoanálisis
- 1986	Pájaro de duelo
- 1990	Hasta la tercera y cuarta generación
- 2001	Cuentos de dichos y hechos
- 2001	El secreto de lady Lucy: el caso Agatha Christie
- 2001	Mi cuervo azul
- 2001	Cabo y rabo
- 2001 Pasos por el mundo
- 2002	Carne de bóiler